# Rainmaker (chanson)
Pour les articles homonymes, voir Rainmaker.
Singles de Iron Maiden
Wildest Dreams The Number of the Beast
Rainmaker est un single du groupe de heavy metal britannique Iron Maiden.

## Pistes
1. Rainmaker – 3:50
2. Dance of Death (orchestral version) – 8:41
3. More Tea Vicar – 4:40

## Crédits
- Bruce Dickinson – chant
- Dave Murray – guitare
- Adrian Smith – guitare
- Janick Gers – guitare
- Steve Harris – basse
- Nicko McBrain – batterie

## Classements hebdomadaires
| Classement (2003)                  | Meilleure position |
| ---------------------------------- | ------------------ |
| Allemagne (GfK Entertainment)      | 36                 |
| Canada (Canadian Singles Chart)    | 7                  |
| Danemark (Tracklisten)             | 12                 |
| Espagne (PROMUSICAE)               | 2                  |
| Finlande (Suomen virallinen lista) | 3                  |
| France (SNEP)                      | 71                 |
| Italie (FIMI)                      | 13                 |
| Pays-Bas (Single Top 100)          | 98                 |
| Royaume-Uni (UK Singles Chart)     | 13                 |
| Royaume-Uni (UK Rock Chart)        | 1                  |
| Suède (Sverigetopplistan)          | 35                 |
| Suisse (Schweizer Hitparade)       | 94                 |